# Sörsjön (Forsa socken, Hälsingland)
Sörsjön är en sjö i Hudiksvalls kommun i Hälsingland och ingår i Delångersåns huvudavrinningsområde. Sjön har en area på 0,233 kvadratkilometer och ligger 119 meter över havet. Sjön avvattnas av vattendraget Trogstaån.

## Delavrinningsområde
Sörsjön ingår i det delavrinningsområde (684358-155238) som SMHI kallar för Utloppet av Sörsjön. Medelhöjden är 199 meter över havet och ytan är 4,83 kvadratkilometer. Räknas de 6 avrinningsområdena uppströms in blir den ackumulerade arean 18,29 kvadratkilometer. Trogstaån som avvattnar avrinningsområdet har biflödesordning 2, vilket innebär att vattnet flödar genom totalt 2 vattendrag innan det når havet efter 37 kilometer. Avrinningsområdet består mestadels av skog (92 procent). Avrinningsområdet har 0,23 kvadratkilometer vattenytor vilket ger det en sjöprocent på 4,8 procent.